# Nanna Willumsen
Nanna Willumsen (født 31. maj 1990 i Odense) er en tidligere dansk håndboldspiller. Hun har tidligere optrådt for SønderjyskE Håndbold, Slagelse FH, HC Odense og senest Nykøbing Falster Håndboldklub.